# Louis François de Julliac de Manelle
Louis François Jean Baptiste de Julliac de Manelle, ou Demanelle, né le 20 octobre 1775 à Saint-Blimont (Somme), mort le 10 novembre 1805 à Vérone (Italie), est un colonel français de la Révolution et de l’Empire. Il est le fils de Louis François de Julliac, écuyer, seigneur de Manelle, colonel de cavalerie, officier des gardes du corps, et de Louise Félicité Angélique Michelle de Mercastel. Il se maria à Anne Charlotte de Fautereau, d'une ancienne famille de la noblesse normande.

## États de service
Il entre en service le 1er septembre 1792, comme élève sous-lieutenant à l’école d’artillerie de Châlons, et il en sort le 1er juin 1793, avec le grade de lieutenant en second. Affecté au 1er régiment d’artillerie à pied, il fait la campagne de 1793 aux armées de la Moselle et des Ardennes, sous les ordres des généraux Beurnonville et Moreau.
Elevé au grade de lieutenant en premier le 12 décembre 1793, il reçoit son brevet de capitaine le 14 août 1794. Sa brillante conduite de l’an II à l’an V aux armées du Midi, d’Italie, de Sambre-et-Meuse, et du Nord, le fait particulièrement remarquer des généraux sous lesquels il a servi et qui le signalent plusieurs fois à l’ordre de l’armée. Il donne de grandes preuves de valeur pendant les campagnes de l’an VI et de l’an VII en Italie, et il est nommé chef de bataillon pour sa brillante conduite le 5 avril 1799, devant Vérone.
Confirmé dans son grade le 25 août 1799, il se signale de nouveau pendant la campagne suivante, et il passe le 28 novembre 1800, dans le 7e régiment d’artillerie à pied. Le 21 janvier 1802, il est envoyé à Saint-Domingue, en qualité de sous-directeur d’artillerie. Voulant récompenser les services importants qu’il vient de rendre dans cette colonie, le général Leclerc, le nomme chef de brigade provisoire le 3 juin 1802.
De retour en France le 20 octobre 1802, il est momentanément employé comme sous-directeur à Dieppe. Confirmé dans son grade le 18 avril 1803, il prend le commandement du 2e régiment d’artillerie à pied que le premier Consul lui a réservé. Il est fait chevalier de la Légion d’honneur le 16 octobre 1803, et officier de l’ordre le 14 juin 1804.
Le courage et le talent qu’il développe au début de la campagne de l’an XIV, fait présager pour le jeune colonel un brillant avenir. cependant, blessé d’un coup de feu à la main droite à la bataille de Caldiero le 30 octobre 1805, en pointant une pièce dans le village qui est entouré de tirailleurs ennemis, il se voit forcé de quitter le champ de bataille. Atteint du tétanos, il succombe à cette maladie le 10 novembre suivant à l’hôpital de Vérone.

## Sources
- A. Lievyns, Jean Maurice Verdot, Pierre Bégat, Fastes de la Légion-d'honneur, biographie de tous les décorés accompagnée de l'histoire législative et réglementaire de l'ordre, Tome 2, Bureau de l’administration, 1842, 344 p. (lire en ligne), p. 248.
- « Cote LH/723/65 », base Léonore, ministère français de la Culture
- Louis François de Julliac de Manelle  sur roglo.eu